# Buçimas alközség
Buçimas alközség harmadik szintű közigazgatási egység Albánia délkeleti részén, az albán–macedón határon fekvő Ohridi-tó déli partvidékén, Pogradec közvetlen délkeleti szomszédságában. Korça megyén belül Pogradec község része. Központja Buçimas falu, további települései Baçallëk, Gështenjas, Gurras, Peshkëpia, Rëmenj, Tushemisht és Vërdova. A 2011-es népszámlálás alapján Buçimas alközség népessége 15 687 fő.

## Fekvése
Buçimas a tektonikus eredetű árkos süllyedéket elfoglaló Ohridi-tótól délre, a Buçimasi-síkon (Fusha e Buçimasit) fekszik, a Thatë-hegység (2287 m) északnyugati előterében. Az alközség déli részén lévő Plloçai-hágó (Qafa e Plloçës) biztosít közúti összeköttetést a Buçimasi-sík és a Korçai-medence között. Ezen keresztül halad át az ország fővárosát, Tiranát Elbasanon keresztül Korçával összekötő SH3-as jelű főút. Az alközség északkeleti részén, a tushemishti határátkelőn lehet átlépni Macedóniába, a Szent Naum-kolostor és Ohrid irányába.

## Története és nevezetességei
Az alközséghez tartozó Gështenjas határában egy i. sz. 3. századi előkelő illír nő, Platura sírját tárták fel, gazdag sírmelléklettel, üvegrhütonnal, illatszeres üvegcsével, aranypántokkal díszített ébenfa karkötővel, arany nyaklánccal és fülbevalóval. Tushemishtban egy ókeresztény bazilika mozaikpadlóját tárták fel a régészek. A 18. századig Buçimas (korábban Starova, macedón Старово / Sztarovo) a régió adminisztratív központja volt, de a 19. századra Pogradec átvette tőle ezt a szerepet.
Tushemisht szülötte Gjergj Pekmezi (1872–1938) nyelvész, diplomata, 1928-tól haláláig a Bécsi Egyetem albán nyelvészeti tanára.